# Draft d'expansion NBA 1970

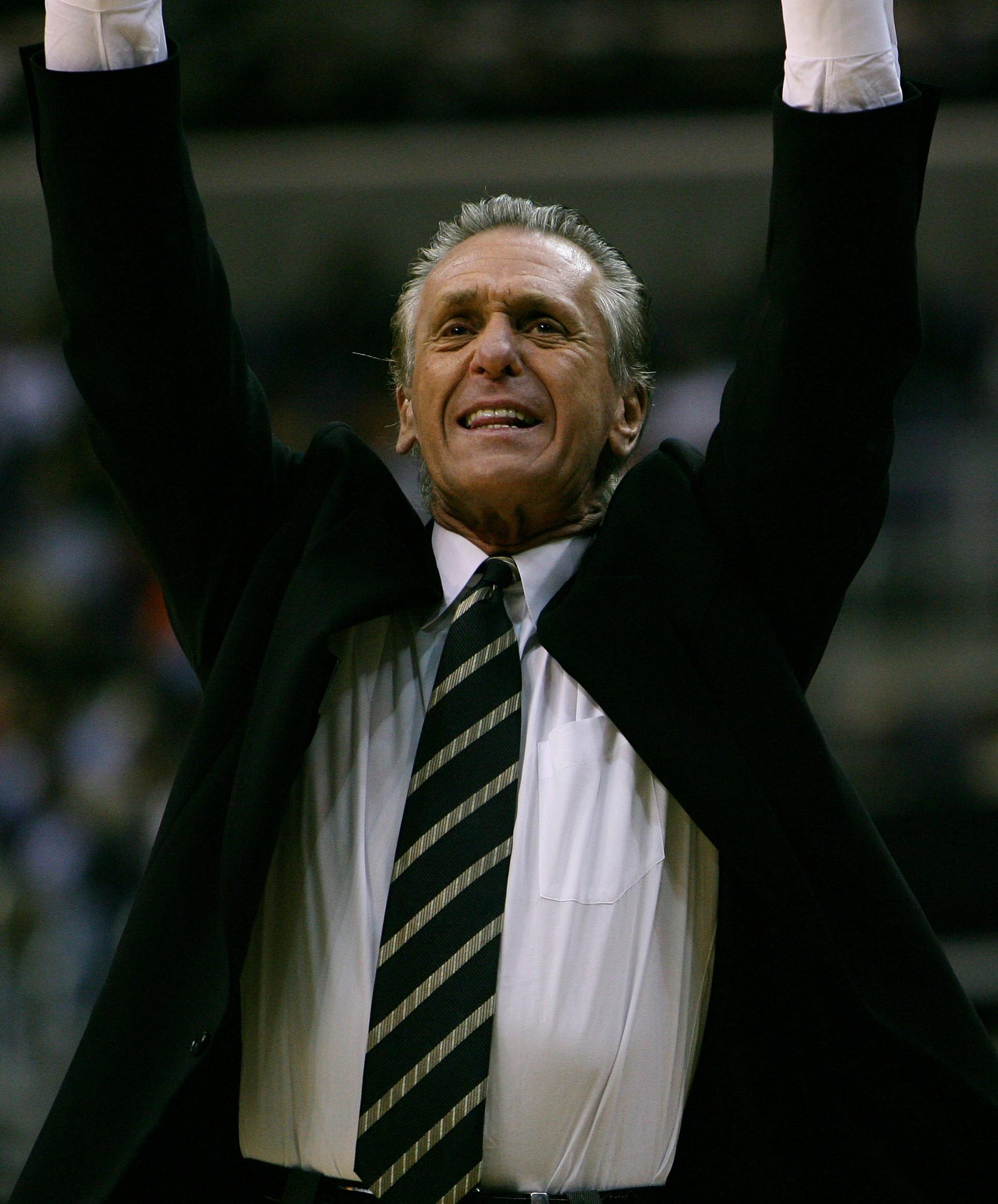
Pat Riley a été choisi par les Portland Trail Blazers parmi les San Diego Rockets.

La draft d'expansion NBA de 1970 est le cinquième projet d'expansion de la National Basketball Association (NBA), avant le début de la saison 1970-1971. Elle s'est tenue le 11 mai 1970, pour permettre aux trois nouvelles franchises des Braves de Buffalo, des Cavaliers de Cleveland et des Trail Blazers de Portland, de sélectionner chacun 11 joueurs non protégés par les autres franchises, afin de débuter la saison.
Les Braves ont par la suite subi plusieurs changements de nom et délocalisations avant de déménager à San Diego en 1978, et à Los Angeles en 1984. Ils sont actuellement connus comme les Clippers de Los Angeles. Dans cette draft d’expansion, les nouvelles équipes de la NBA sont autorisées à acquérir des joueurs des équipes déjà établies dans la ligue. Tous les joueurs d’une équipe existante ne sont pas disponibles lors d’une draft d’expansion, puisque chaque équipe peut protéger un certain nombre de joueurs pour la sélection. Pour cette occasion, chacune des quatorze autres franchises de la NBA avait protégé sept joueurs de leur effectif. Après chaque tour, où les Braves, Cavaliers et les Trail Blazers ont choisi un joueur, les équipes existantes ont ajouté un autre joueur à leur liste protégée. Au premier tour, les Braves avaient le premier choix, tandis que les Trail Blazers et les Cavaliers avaient le deuxième et le troisième choix, respectivement. Dans les tours suivants, les Braves et les Cavaliers ont échangé leur ordre de sélection, tandis que les Blazers ont eu le deuxième choix tout au long de la draft. La sélection s’est poursuivie jusqu’à ce que les trois équipes aient chacune sélectionnées onze joueurs, tandis que les équipes existantes avaient perdu deux ou trois joueurs chacune.
Les Braves de Buffalo ont été formés et possédés par l’homme d’affaires local, Paul Snyder. La franchise a embauché l’ancien entraîneur des 76ers de Philadelphie et NBA Coach of the Year 1966, Dolph Schayes, comme premier entraîneur de la franchise. Les Braves ont choisi Bailey Howell, sextuple All-Star. Cependant, Howell est immédiatement échangé aux 76ers en échange de Bob Kauffman et un futur second choix de draft. Neuf joueurs de la draft d’expansion se sont joints aux Braves pour leur saison inaugurale, mais seulement trois ont joué plus d’une saison pour l’équipe.
Les Cavaliers de Cleveland ont été formés et possédés par l’homme d’affaires, Nick Mileti. Il a embauché l’ancien entraîneur de basket-ball universitaire, Bill Fitch, comme premier entraîneur principal de la franchise. Les Cavaliers ont choisi deux All-Stars, Don Ohl et Len Chappell. Cependant, Ohl a pris sa retraite avant le début de la saison et Chappell n’a joué que brièvement avant d’être libéré de son contrat. Huit joueurs de la draft d’expansion ont rejoint les Cavaliers pour leur saison inaugurale, mais seulement quatre ont joué plus d’une saison pour l’équipe. Butch Beard n'intègre l'équipe qu'un an après avoir terminé son service militaire, il a commencé à jouer avec les Cavaliers au cours de la saison 1971-1972. Bingo Smith a joué neuf saisons et demie avec les Cavaliers avant d’être échangé aux Clippers de San Diego en 1979. Il est devenu le leader de la franchise des Cavaliers en termes de matchs joués quand il est parti, un record qui a depuis été battu par Danny Ferry et Žydrūnas Ilgauskas.
Les  Trail Blazers de Portland ont été formés par Harry Glickman, qui a créé la franchise grâce aux financiers devenus copropriétaires Larry Weinberg, Herman Sarkowsky et Robert Shmertz. Ils ont embauché l’ancien entraîneur de basket-ball universitaire, Rolland Todd, comme premier entraîneur en chef de la franchise. Les sélections des Blazers comprennent l’ancien premier choix de draft, Fred Hetzel, et l’ancien troisième choix Larry Siegfried. Cependant, Hetzel a été libéré sans jouer un seul match pour les Blazers et Siegfried a immédiatement été échangé aux Rockets de San Diego en échange de Jim Barnett. Six joueurs de la draft d’expansion se sont joints aux Trail Blazers pour leur saison inaugurale, mais seulement trois ont joué plus d’une saison pour l’équipe.

## Sélections
| ^ | Signale un joueur qui a été intronisé au Basketball Hall of Fame                        |
| + | Signale un joueur qui a été sélectionné pour au moins un match annuel NBA All-Star Game |

### Braves de Buffalo
| Joueur         | Poste              | Nationalité | Équipe précédente     | Années d'expérience en NBA | Saisons avec la franchise | Réf.   |
| -------------- | ------------------ | ----------- | --------------------- | -------------------------- | ------------------------- | ------ |
| Emmett Bryant  | Meneur             | États-Unis  | Celtics de Boston     | 6                          | 1970-1972                 | [ 12 ] |
| Fred Crawford  | Arrière            | États-Unis  | Bucks de Milwaukee    | 4                          | 1970                      | [ 13 ] |
| Dick Garrett   | Meneur Arrière     | États-Unis  | Lakers de Los Angeles | 1                          | 1970-1973                 | [ 14 ] |
| Herm Gilliam   | Arrière Ailier     | États-Unis  | Royals de Cincinnati  | 1                          | 1970-1971                 | [ 15 ] |
| Bill Hosket    | Ailier fort Pivot  | États-Unis  | Knicks de New York    | 2                          | 1970-1972                 | [ 16 ] |
| Bailey Howell^ | Ailier Ailier fort | États-Unis  | Celtics de Boston     | 11                         | —                         | [ 17 ] |
| Paul Long      | Arrière            | États-Unis  | Pistons de Détroit    | 2                          | 1970-1971                 | [ 18 ] |
| Mike Flynn     | Ailier             | États-Unis  | Los Angeles Lakers    | 1                          | 1970                      | [ 19 ] |
| Don May        | Ailier             | États-Unis  | Knicks de New York    | 2                          | 1970-1971                 | [ 20 ] |
| Ray Scott      | Ailier fort Pivot  | États-Unis  | Bullets de Baltimore  | 9                          | —                         | [ 21 ] |
| George Wilson  | Pivot              | États-Unis  | 76ers de Philadelphie | 6                          | 1970-1971                 | [ 22 ] |

### Cavaliers de Cleveland
| Joueur         | Poste             | Nationalité | Équipe précédente          | Années d'expérience en NBA | Saisons avec la franchise | Réf.   |
| -------------- | ----------------- | ----------- | -------------------------- | -------------------------- | ------------------------- | ------ |
| Butch Beard+   | Meneur Arrière    | États-Unis  | Hawks d'Atlanta            | 1                          | 1971-1972 ; 1975          | [ 23 ] |
| Len Chappell+  | Ailier fort Pivot | États-Unis  | Bucks de Milwaukee         | 8                          | 1970                      | [ 24 ] |
| Johnny Egan    | Meneur            | États-Unis  | Lakers de Los Angeles      | 9                          | 1970                      | [ 25 ] |
| Bobby Lewis    | Arrière           | États-Unis  | Warriors de San Francisco  | 3                          | 1970-1971                 | [ 26 ] |
| McCoy McLemore | Ailier fort Pivot | États-Unis  | Pistons de Détroit         | 6                          | 1970-1971                 | [ 27 ] |
| Don Ohl+       | Meneur Arrière    | États-Unis  | Hawks d'Atlanta            | 10                         | —                         | [ 28 ] |
| Loy Peterson   | Arrière           | États-Unis  | Bulls de Chicago           | 2                          | —                         | [ 29 ] |
| Luther Rackley | Pivot             | États-Unis  | Royals de Cincinnati       | 1                          | 1970-1971                 | [ 30 ] |
| Bobby Smith    | Arrière Ailier    | États-Unis  | Rockets de San Diego       | 1                          | 1970-1979                 | [ 31 ] |
| John Warren    | Arrière Ailier    | États-Unis  | Knickerbockers de New York | 1                          | 1970-1974                 | [ 32 ] |
| Walt Wesley    | Pivot             |             | Bulls de Chicago           | 4                          | 1970-1972                 | [ 33 ] |

### Trail Blazers de Portland
| Joueur          | Poste             | Nationalité | Équipe précédente         | Années d'expérience en NBA | Saisons avec la franchise | Réf.   |
| --------------- | ----------------- | ----------- | ------------------------- | -------------------------- | ------------------------- | ------ |
| Rick Adelman    | Meneur            | États-Unis  | Rockets de San Diego      | 2                          | 1970-1973                 | [ 34 ] |
| Jerry Chambers  | Ailier            | États-Unis  | Suns de Phoenix           | 2                          | —                         | [ 35 ] |
| LeRoy Ellis     | Ailier fort Pivot | États-Unis  | Bullets de Baltimore      | 8                          | 1970-1971                 | [ 36 ] |
| Fred Hetzel     | Ailier fort Pivot | États-Unis  | 76ers de Philadelphie     | 5                          | —                         | [ 37 ] |
| Joe Kennedy     | Ailier            | États-Unis  | SuperSonics de Seattle    | 2                          | —                         | [ 38 ] |
| Ed Manning      | Ailier fort       | États-Unis  | Bulls de Chicago          | 3                          | 1970-1971                 | [ 39 ] |
| Stan McKenzie   | Arrière Ailier    | États-Unis  | Suns de Phoenix           | 3                          | 1970-1972                 | [ 40 ] |
| Dorie Murray    | Ailier fort Pivot | États-Unis  | SuperSonics de Seattle    | 4                          | 1970                      | [ 41 ] |
| Pat Riley       | Arrière           | États-Unis  | Rockets de San Diego      | 3                          | —                         | [ 42 ] |
| Dale Schlueter  | Pivot             | États-Unis  | Warriors de San Francisco | 2                          | 1970-1972 1977-1978       | [ 43 ] |
| Larry Siegfried | Meneur            | États-Unis  | Celtics de Boston         | 7                          | —                         | [ 44 ] |